# Nephelistis furva
Nephelistis furva là một loài bướm đêm trong họ Noctuidae.